# Позамежжя (фільм)
«Позамежжя» або «Безмежжя» (англ. The Fall) — художній фентезійний фільм режисера Тарсема Сінгха (в титрах — Тарсем), що вийшов 9 вересня 2006 року.
У ньому йдеться про пацієнта лікарні на ім'я Рой, який розповідає дівчинці Александрії вигадану історію. Ця розповідь, спершу почата для розваги, спонукає Роя переглянути власне минуле та ставлення до життя.

## Сюжет
У 1915 році в Лос-Анджелесі каскадер Рой Вокер виявився паралізованим після невдалого трюку в своєму першому фільмі. В лікарні він зустрічає Александрію, дівчинку румунського походження, в якої хвора рука. Рой розповідає їй про Александра Македонського, оскільки у видатного полководця та дівчинки схожі імена. В його розповіді Александр опинився в пустелі зі своєю армією і в них лишилося мало води. Полководець вилив воду, щоб усі почувалися рівними. Александрія показує Роєві скриньку, в якій зберігає цінні для неї речі, пов'язані з батьком і знайомими. Лікар каже дівчинці, що вона мусить іти, але Рой обіцяє розповісти їй іншу історію, якщо вона повернеться наступного дня.
Наступного ранку Александрія приходить до Роя. Він розповідає фантастичну історію, засновану на речах зі скриньки. Це розповідь про п'ятьох героїв: мовчазного індійського воїна, м'язистого колишнього раба на ім'я Отта Бенга, італійського експерта з вибухівки на ім'я Луїджі, Чарльза Дарвіна разом із домашньою мавпою на ім'я Воллес і лихого бандита в масці. Злий іспанський правитель на ім'я Губернатор Одіус вчинив злочин проти кожного з них, і всі вони прагнуть помститися. Александрія уявляє своїх друзів і людей навколо неї як персонажів Роєвої розповіді.
В індійця Одіус викрав дружину, і вона вчинила самогубство; в Отти стратив брата; Луїджі вигнав з міста через смертельний винахід; вбив рідкісного метелика, якого шукав Чарльз; а в бандита вбив батька та брата, «синього розбійника». Одіус вислав героїв на безлюдний острів, сподіваючись, що вони вб'ють одні одних. Але поруч пропливає слон, на якому вони дістаються до материка. На березі вони зустрічають містика, який стверджує, що таємничий орден надіслав його для допомоги героям. Але тут Рой перериває розповідь.
Хоча Рой відчуває прихильність до Александрії, він також має прихований мотив: обманом змусити її вкрасти морфін, щоб покінчити життя самогубством. Він приймає таке рішення, позаяк жінка, яку він кохає, покинула його заради актора, чиїм дублером він був на зйомках фільму. Рой дає дівчинці декілька доручень і нарешті вручає записку з поясненням, які таблетки вона повинна дістати. Винагороджуючи її зусилля продовженням розповіді, Рой описує, як містик вивів героїв з пустелі і вони побачили величезну карету, запряжену рабами.
Однак Александрія повертається лише з трьома таблетками, бо решту викинула, неправильно зрозумівши записку Роя (сприйняла літеру «E» за цифру «3»). Роєві доводиться продовжити розповідь, щоб змусити дівчинку піти за іншими таблетками. Рой постає бандитом у масці, а Александрія — його дочкою, яку він ніс у мішку. Герої звільняють рабів і думають, що в кареті сидить Одіус. Але там виявляється принцеса, наречена Одіуса, в яку бандит закоханий. Коли героїв схоплюють слуги Одіуса, Александрія звільняє їх.
Рой умовляє Александрію викрасти пляшечку таблеток морфіну, зачинену в тумбочці іншого пацієнта. Прийнявши таблетки, Рой каже, що Александрія може подивитися на його смерть, якщо бажає. Наступного ранку він розуміє, що в пляшечці був не морфін, а плацебо. Александрія, намагаючись виконати завдання Роя, шукає інші таблетки, падає та травмує голову. Їй роблять операцію, після чого її відвідує Рой і зізнається у своєму обмані. Він благає Александрію попросити когось іншого закінчити історію, але вона наполягає на тому, щоб почути закінчення Роя.
Герої дістаються до палацу Одіуса, але Воллес біжить за метеликом, і його застрелює вартовий. Опинившись в оточенні ворогів, герої гинуть один за одним, і, здається, що Губернатор Одіус переможе. Александрія все більше засмучується і заявляє, що це і її історія також, тому просить Роя залишити бандита живим. Рой погоджується, і епопея добігає кінця; Губернатор Одіус скидає бандита в басейн і намагається втопити. Слова Александрії надихають бандита продовжити боротися, він перемагає Одіуса, який настромлюється на залізний шип і гине. Кохана бандита каже, що біль і страждання в цій історії були частиною «випробування» любові бандита до неї. Бандит покидає її.
Коли історія завершена, Рой і Александрія разом із пацієнтами та персоналом лікарні влаштовують перегляд готового фільму, у якому знявся Рой. Усі сміються, крім Роя, коли він бачить, що його трюк вирізали з фільму.
Рука Александрії згодом заживає, і вона повертається до апельсинового саду, де працює її родина. Її голос за кадром свідчить, що Рой одужав і тепер знову на роботі. Поки вона говорить, триває кіноряд уривків із кількох найкращих і найнебезпечніших трюків у німих фільмах; вона уявляє всіх каскадерів Роєм.

## Факти
- В одній зі сцен фільму головна героїня при виході з лікарні виявляє на стіні тіньовий силует коня, що виходить з замкової щілини дверей як із проєктора. Такий самий оптично-світловий прийом зустрічається в художньому фільмі Андрія Тарковського «Андрій Рубльов»
- Режисер Тарсем Сінгх зізнавався, що, працюючи над створенням «Позамежжя», він надихався болгарською кінострічкою «Йо-хо-хо» (1981 рік, реж. Зако Хескія).

## У ролях

### У головних ролях
- Лі Пейс — Рой Вокер / «Чорний бандит»
- Катінка Унтару — Александрія
- Джастін Водделл — медсестра Евелін / сестра Евелін
- Даніель Кальтаджіроне — Sinclair / Губернатор Одіус
- Лео Білл — Чарлз Дарвін, англійський натураліст
- Шон Гилдер — Волт Парді
- Джуліан Бліч — Шаман містичного ордена / літній пацієнт
- Маркус Веслі — Отта Бенга, колишній раб / морозивник
- Робін Сміт — Луїджі / одноногий актор
- Джіту Верма — Індієць / збирач апельсинів

### У ролях
- Кім Уйленброк — Лікар / Александр Македонський
- Ейден Літгоу — посол Александра
- Рональд Френс — Отто
- Ендрю Руссо — пан Сабатіні
- Майкл Хафф — доктор Вітакер
- Грант Суенбі — отець Августин
- Еміль Хостина — батько Александрії / «Блакитний бандит»
- Аєша Верман — наречена індіанця
- Кетут Ріна — головний Шаман
- Камілла Волдман — плакуча жінка
- Ельвіра Дітсу — мати Александрії
- Емма Джонстоун — сестра Александрії
- Ніко Султанакіс — Горацій
- Джон Кеймен — Морті
- Карен Хааке — Еліс

## Знімальна група
- Автори сценарію:
  - Ден Гілрой
  - Ніко Султанакіс
  - Тарсем Сінгх
- Режисер: Тарсем
- Оператор: Колін Воткінсон
- Художник-постановник: Джед Кларк
- Художник з костюмів: Ейко Ісіока
- Монтаж: Роберт Даффі
- Композитор: Крішна Леві
- Продюсер: Тарсем

## Сприйняття
На агрегаторі рецензій Rotten Tomatoes фільм має рейтинг схвалення 64% із середнім балом 6,3/10. Консенсус критиків вебсайту говорить: «Візуально складніший, ніж іноді може підтримати фрагментарний сюжет, «Позамежжя» балансує між працею любові та самозадоволенням режисера». Metacritic присудив середньозважену оцінку 64 бали зі 100, що вказує на «загалом схвальні відгуки».